# Igor Oistrach

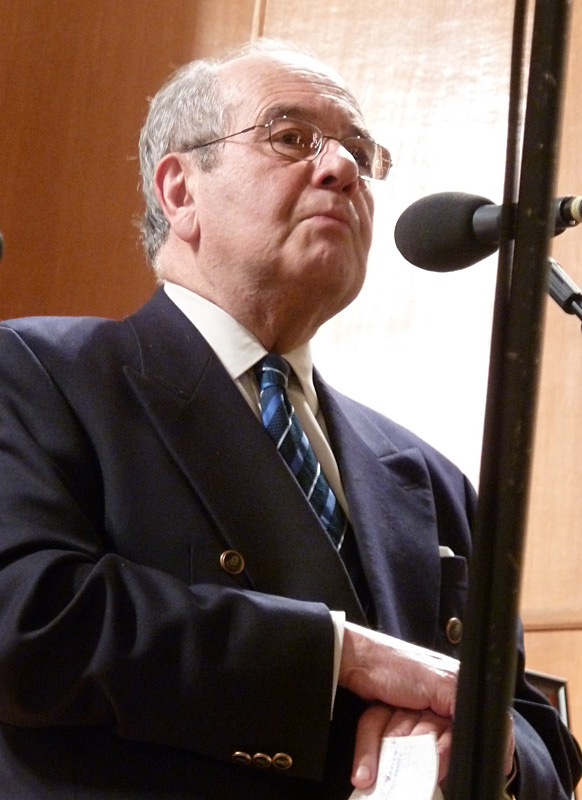
Igor Oistrach (2010)

Igor Oistrach of Ojstrach (Oekraïens: Ігор Ойстрах, Russisch: Игорь Ойстрах) (Odessa, 27 april 1931 – Moskou, 14 augustus 2021) was een Russisch violist en dirigent.
Oistrach werd geboren in de havenstad Odessa. Hij is de zoon van David Oistrach, eveneens een befaamd violist. Hij studeerde viool aan de Centrale Muziekschool te Moskou en debuteerde als concertviolist in 1948. Hij vervolmaakte zich aan het Conservatorium van Moskou van 1949 tot 1955 en won vele Oost-Europese prijzen. Vanaf 1965 gaf hij er ook les. Hij concerteerde regelmatig als solist aan de zijde van zijn vader. Oistrach was net als zijn zoon Valeri Oistrach docent voor viool aan het Brusselse Conservatorium.
- Biblioteca Nacional de España: XX1051784
- Bibliothèque nationale de France: cb138980838 (data)
- Gemeinsame Normdatei: 118736124
- International Standard Name Identifier: 0000 0001 0931 6966
- Library of Congress Control Number: n80008185
- Nationale Bibliotheek van Letland: 000126961
- MusicBrainz: f68018f5-24d4-4b23-ab17-747d9e8e9cce
- Nationale Bibliotheek van Tsjechië: mzk2003184144
- Nationale bibliotheek van Australië: 35959534
- Nationale Bibliotheek van Israël: 987007307242105171
- Nederlandse Thesaurus van Auteursnamen: 072389117
- LIBRIS: 211387
- SNAC: w6rk7h1t
- Système universitaire de documentation: 155960245
- Trove: 1163546
- Virtual International Authority File: 108636777
- WorldCat: E39PBJkpbjHjD3WqMTRbRPj3cP